# 類猿人ビンゴ・ボンゴ
『類猿人ビンゴ・ボンゴ』（るいえんじんビンゴ・ボンゴ、イタリア語: Bingo Bongo）は、1982年（昭和57年）製作・公開、パスクァーレ・フェスタ・カンパニーレ監督のイタリア・西ドイツ合作映画である。

## 略歴・概要
本作は、1982年、チェッキ・ゴーリ・グループ代表のマリオ・チェッキ・ゴーリおよび子息のヴィットリオ・チェッキ・ゴーリが製作、ロンバルディア州ミラノ県ミラノ等でロケーション撮影を行って完成した。
コロムビア・ピクチャーズが世界配給を行い、同年12月23日にイタリア、翌1983年（昭和58年）2月11日には西ドイツ（現在のドイツ）で公開された。イタリアでは、2005年（平成17年）8月30日、チェッキ・ゴーリ・ヴィデオがDVDを発売した。
日本では、2011年（平成23年）2月現在に至るまで劇場公開されておらず、時期は不明であるが『類猿人ビンゴ・ボンゴ』のタイトルでVHSベースでビデオグラムが発売されているが、DVDは発売されていない。

## スタッフ
- プロデューサー : マリオ・チェッキ・ゴーリ、ヴィットリオ・チェッキ・ゴーリ （Vittorio Cecchi Gori）
- 監督 : パスクァーレ・フェスタ・カンパニーレ
- 原作 : エンリコ・オルドイーニ （Enrico Oldoini）、フランコ・フェッリーニ （en:Franco Ferrini）
- 脚本 : フランコ・マロッタ （Franco Marotta [4]）、ラウラ・トスカーノ （Laura Toscano）、エンリコ・オルドイーニ、フランコ・フェッリーニ
- 撮影 : アルフィーオ・コンティーニ
- 美術 : ジャンティート・ブルキエッラーロ （Giantito Burchiellaro [5]）
- 衣裳 : マリオ・アンブロージオ （Mario Ambrosino）
- 編集 : アメデオ・サルファ （Amedeo Salfa [6]）
- 音楽 : ピヌッチオ・ピエラッツォーリ （Pinuccio Pierazzoli [7]）

## キャスト
クレジット順
- アドリアーノ・チェレンターノ （Adriano Celentano） - ビンゴ・ボンゴ
- キャロル・ブーケ - ラウラ
- フェリーチェ・アンドレアージ （Felice Andreasi）
- エンツォ・ロブッティ （Enzo Robutti）
- ヴァルテル・ダモーレ （Walter D'Amore [8]）
- ロベルト・マレッリ （Roberto Marelli）
- アルフィーオ・パターネ （Alfio Patané [9]）
- エリザベス・コッベン （Elizabeth Cobben）
- マウリツィオ・タバーニ （Maurizio Tabani [10]）
- マリオ・バリッラ （Mario Barilla）
- グイド・スパデア （Guido Spadea）
- アンドレア・モントゥスキ （Andrea Montuschi [11]）

ノンクレジット・アルファベット順
- サルヴァトーレ・ボルゲーゼ （Salvatore Borghese） - ビンゴ・ボンゴを探す博士
- ラッファエーレ・ディ・シピーオ （Raffaele di Sipio） - 石油会社の男
- メーモ・ディットンゴ （Memo Dittongo [12]） - 教室にいる教授

## 関連事項
- イタリア式コメディ

## 註
1. 1 2 3  Bingo Bongo, インターネット・ムービー・データベース （英語）, 2011年2月16日閲覧。
2. ↑  Bingo Bongo, allmovie （英語）, 2011年2月16日閲覧。
3. ↑  類猿人ビンゴ・ボンゴ、allcinema ONLINE, 2011年2月16日閲覧。
4. ↑  Franco Marotta - IMDb（英語）, 2011年2月16日閲覧。
5. ↑  Giantito Burchiellaro - IMDb（英語）, 2011年2月16日閲覧。
6. ↑  Amedeo Salfa - IMDb（英語）, 2011年2月16日閲覧。
7. ↑  Pinuccio Pierazzoli - IMDb（英語）, 2011年2月16日閲覧。
8. ↑  Walter D'Amore - IMDb（英語）, 2011年2月16日閲覧。
9. ↑  Alfio Patané - IMDb（英語）, 2011年2月16日閲覧。
10. ↑  Maurizio Tabani - IMDb（英語）, 2011年2月16日閲覧。
11. ↑  Andrea Montuschi - IMDb（英語）, 2011年2月16日閲覧。
12. ↑  Memo Dittongo - IMDb（英語）, 2011年2月16日閲覧。